# Rettili delle Filippine
Rettili delle Filippine
Il territorio delle Filippine ospita 334 specie di rettili, tra cui 182 specie di sauri, 137 specie di serpenti, 13 specie di tartarughe e 2 specie di coccodrilli
Il maggiore contributo alla biodiversità è fornito, tra i sauri, dalle famiglie Scincidae (100 specie di cui 83 endemiche dell'arcipelago) e Gekkonidae (51 specie di cui 39 endemiche), e tra i serpenti  dalle famiglie Colubridae (65 specie di cui 42 endemiche) ed Elapidae (27 specie di cui 5 endemiche).
Cinque specie sono classificate in pericolo critico di estinzione; tra di esse il coccodrillo delle Filippine (Crocodylus mindorensis) di cui sopravvivono poche centinaia di esemplari, minacciati in maniera dalle gravi alterazioni cui sono sottoposti gli habitat da essi occupati.
| Nelle lista che segue in verde |  | sono contrassegnate le specie endemiche. |

Lo stato di conservazione è indicato in base alla Lista rossa della Unione Internazionale per la Conservazione della Natura (IUCN).

## Coccodrilli

### Crocodylidae
| Specie                 | Nome comune                 | Status IUCN |  |
| ---------------------- | --------------------------- | ----------- |  |
| Crocodylus mindorensis | coccodrillo delle Filippine |             |  |
| Crocodylus porosus     | coccodrillo marino          |             |  |

## Sauri

### Agamidae
| Specie                   | Nome comune | Status IUCN |  |
| ------------------------ | ----------- | ----------- |  |
| Bronchocela cristatella  |             |             |  |
| Bronchocela jubata       |             |             |  |
| Bronchocela marmorata    |             |             |  |
| Draco bimaculatus        |             |             |  |
| Draco cyanopterus        |             |             |  |
| Draco fimbriatus         |             |             |  |
| Draco guentheri          |             |             |  |
| Draco jareckii           |             |             |  |
| Draco lineatus           |             |             |  |
| Draco mindanensis        |             |             |  |
| Draco ornatus            |             |             |  |
| Draco palawanensis       |             |             |  |
| Draco quadrasi           |             |             |  |
| Draco reticulatus        |             |             |  |
| Draco spilopterus        |             |             |  |
| Draco volans             |             |             |  |
| Gonocephalus interruptus |             |             |  |
| Gonocephalus semperi     |             |             |  |
| Gonocephalus sophiae     |             |             |  |
| Hydrosaurus pustulatus   |             |             |  |

### Dibamidae
| Specie               | Nome comune | Status IUCN |  |
| -------------------- | ----------- | ----------- |  |
| Dibamus leucurus     |             |             |  |
| Dibamus novaeguineae |             |             |  |

### Gekkonidae
| Specie                       | Nome comune | Status IUCN |  |
| ---------------------------- | ----------- | ----------- |  |
| Cyrtodactylus agusanensis    |             |             |  |
| Cyrtodactylus annulatus      |             |             |  |
| Cyrtodactylus gubaot         |             |             |  |
| Cyrtodactylus jambangan      |             |             |  |
| Cyrtodactylus mamanwa        |             |             |  |
| Cyrtodactylus philippinicus  |             |             |  |
| Cyrtodactylus redimiculus    |             |             |  |
| Cyrtodactylus sumuroi        |             |             |  |
| Cyrtodactylus tautbatorum    |             |             |  |
| Gehyra mutilata              |             |             |  |
| Gekko athymus                |             |             |  |
| Gekko carusadensis           |             |             |  |
| Gekko coi                    |             |             |  |
| Gekko crombota               |             |             |  |
| Gekko ernstkelleri           |             |             |  |
| Gekko gecko                  | geco Tokay  |             |  |
| Gekko gigante                |             |             |  |
| Gekko kikuchii               |             |             |  |
| Gekko mindorensis            |             |             |  |
| Gekko monarchus              |             |             |  |
| Gekko palawanensis           |             |             |  |
| Gekko porosus                |             |             |  |
| Gekko romblon                |             |             |  |
| Gekko rossi                  |             |             |  |
| Hemidactylus brookii         |             |             |  |
| Hemidactylus frenatus        |             |             |  |
| Hemidactylus garnotii        |             |             |  |
| Hemidactylus platyurus       |             |             |  |
| Hemidactylus stejnegeri      |             |             |  |
| Hemiphyllodactylus insularis |             |             |  |
| Hemiphyllodactylus typus     |             |             |  |
| Lepidodactylus aureolineatus |             |             |  |
| Lepidodactylus balioburius   |             |             |  |
| Lepidodactylus christiani    |             |             |  |
| Lepidodactylus herrei        |             |             |  |
| Lepidodactylus lugubris      |             |             |  |
| Lepidodactylus planicaudus   |             |             |  |
| Luperosaurus angliit         |             |             |  |
| Luperosaurus corfieldi       |             |             |  |
| Luperosaurus cumingii        |             |             |  |
| Luperosaurus gulat           |             |             |  |
| Luperosaurus joloensis       |             |             |  |
| Luperosaurus kubli           |             |             |  |
| Luperosaurus macgregori      |             |             |  |
| Luperosaurus palawanensis    |             |             |  |
| Perochirus ateles            |             |             |  |
| Pseudogekko brevipes         |             |             |  |
| Pseudogekko compressicorpus  |             |             |  |
| Pseudogekko labialis         |             |             |  |
| Pseudogekko smaragdinus      |             |             |  |
| Ptychozoon intermedium       |             |             |  |

### Scincidae
| Specie                       | Nome comune | Status IUCN |  |
| ---------------------------- | ----------- | ----------- |  |
| Brachymeles bicolandia       |             |             |  |
| Brachymeles bicolor          |             |             |  |
| Brachymeles boholensis       |             |             |  |
| Brachymeles bonitae          |             |             |  |
| Brachymeles boulengeri       |             |             |  |
| Brachymeles brevidactylus    |             |             |  |
| Brachymeles cebuensis        |             |             |  |
| Brachymeles cobos            |             |             |  |
| Brachymeles elerae           |             |             |  |
| Brachymeles gracilis         |             |             |  |
| Brachymeles hilong           |             |             |  |
| Brachymeles kadwa            |             |             |  |
| Brachymeles libayani         |             |             |  |
| Brachymeles lukbani          |             |             |  |
| Brachymeles makusog          |             |             |  |
| Brachymeles mindorensis      |             |             |  |
| Brachymeles minimus          |             |             |  |
| Brachymeles muntingkamay     |             |             |  |
| Brachymeles orientalis       |             |             |  |
| Brachymeles paeforum         |             |             |  |
| Brachymeles pathfinderi      |             |             |  |
| Brachymeles samad            |             |             |  |
| Brachymeles samarensis       |             |             |  |
| Brachymeles schadenbergi     |             |             |  |
| Brachymeles suluensis        |             |             |  |
| Brachymeles talinis          |             |             |  |
| Brachymeles taylori          |             |             |  |
| Brachymeles tiboliorum       |             |             |  |
| Brachymeles tridactylus      |             |             |  |
| Brachymeles tungaoi          |             |             |  |
| Brachymeles vermis           |             |             |  |
| Brachymeles vindumi          |             |             |  |
| Brachymeles vulcani          |             |             |  |
| Brachymeles wrighti          |             |             |  |
| Dasia griffini               |             |             |  |
| Dasia grisea                 |             |             |  |
| Dasia olivacea               |             |             |  |
| Dasia semicincta             |             |             |  |
| Emoia atrocostata            |             |             |  |
| Emoia caeruleocauda          |             |             |  |
| Emoia ruficauda              |             |             |  |
| Eutropis bontocensis         |             |             |  |
| Eutropis cumingi             |             |             |  |
| Eutropis englei              |             |             |  |
| Eutropis indeprensa          |             |             |  |
| Eutropis multicarinata       |             |             |  |
| Eutropis multifasciata       |             |             |  |
| Eutropis rudis               |             |             |  |
| Insulasaurus arborens        |             |             |  |
| Insulasaurus traanorum       |             |             |  |
| Insulasaurus victoria        |             |             |  |
| Insulasaurus wrighti         |             |             |  |
| Lamprolepis smaragdina       |             |             |  |
| Lipinia auriculata           |             |             |  |
| Lipinia pulchella            |             |             |  |
| Lipinia quadrivittata        |             |             |  |
| Lipinia rabori               |             |             |  |
| Lipinia semperi              |             |             |  |
| Lipinia subvittata           |             |             |  |
| Lipinia vulcania             |             |             |  |
| Lipinia zamboangensis        |             |             |  |
| Lygosoma bowringii           |             |             |  |
| Lygosoma quadrupes           |             |             |  |
| Otosaurus cumingi            |             |             |  |
| Parvoscincus abstrusus       |             |             |  |
| Parvoscincus agtorum         |             |             |  |
| Parvoscincus arvindiesmosi   |             |             |  |
| Parvoscincus aurorus         |             |             |  |
| Parvoscincus banahaoensis    |             |             |  |
| Parvoscincus beyeri          |             |             |  |
| Parvoscincus boyingi         |             |             |  |
| Parvoscincus decipiens       |             |             |  |
| Parvoscincus hadros          |             |             |  |
| Parvoscincus igorotorum      |             |             |  |
| Parvoscincus jimmymcguirei   |             |             |  |
| Parvoscincus kitangladensis  |             |             |  |
| Parvoscincus laterimaculatus |             |             |  |
| Parvoscincus lawtoni         |             |             |  |
| Parvoscincus leucospilos     |             |             |  |
| Parvoscincus luzonense       |             |             |  |
| Parvoscincus palaliensis     |             |             |  |
| Parvoscincus palawanensis    |             |             |  |
| Parvoscincus sisoni          |             |             |  |
| Parvoscincus steerei         |             |             |  |
| Parvoscincus tagapayo        |             |             |  |
| Pinoyscincus abdictus        |             |             |  |
| Pinoyscincus coxi            |             |             |  |
| Pinoyscincus jagori          |             |             |  |
| Pinoyscincus llanosi         |             |             |  |
| Pinoyscincus mindanensis     |             |             |  |
| Sphenomorphus acutus         |             |             |  |
| Sphenomorphus diwata         |             |             |  |
| Sphenomorphus fasciatus      |             |             |  |
| Sphenomorphus variegatus     |             |             |  |
| Tropidophorus davaoensis     |             |             |  |
| Tropidophorus grayi          |             |             |  |
| Tropidophorus misaminius     |             |             |  |
| Tropidophorus partelloi      |             |             |  |
| Tytthoscincus atrigularis    |             |             |  |
| Tytthoscincus biparietalis   |             |             |  |

### Varanidae
| Specie               | Nome comune                      | Status IUCN |  |
| -------------------- | -------------------------------- | ----------- |  |
| Varanus bitatawa     | varano di Bitatawa               |             |  |
| Varanus cumingi      | varano d'acqua di Mindanao       |             |  |
| Varanus mabitang     | varano di Panay                  |             |  |
| Varanus marmoratus   | varano d'acqua marmorizzato      |             |  |
| Varanus nuchalis     | varano d'acqua dal collo spinoso |             |  |
| Varanus olivaceus    | varano di Gray                   |             |  |
| Varanus palawanensis | varano d'acqua di Palawan        |             |  |
| Varanus rasmusseni   | varano d'acqua di Rasmussen      |             |  |
| Varanus rudicollis   | varano dal collo rugoso          |             |  |

## Serpenti

### Acrochordidae
| Specie                 | Nome comune         | Status IUCN |  |
| ---------------------- | ------------------- | ----------- |  |
| Acrochordus granulatus | acrocordo granulato |             |  |

### Colubridae
| Specie                      | Nome comune                   | Status IUCN |  |
| --------------------------- | ----------------------------- | ----------- |  |
| Ahaetulla prasina           |                               |             |  |
| Boiga angulata              |                               |             |  |
| Boiga cynodon               |                               |             |  |
| Boiga dendrophila           | serpente delle mangrovie      |             |  |
| Boiga drapiezii             |                               |             |  |
| Boiga philippina            |                               |             |  |
| Boiga schultzei             |                               |             |  |
| Calamaria bitorques         |                               |             |  |
| Calamaria everetti          |                               |             |  |
| Calamaria gervaisii         |                               |             |  |
| Calamaria joloensis         |                               |             |  |
| Calamaria lumbricoidea      |                               |             |  |
| Calamaria palawanensis      |                               |             |  |
| Calamaria suluensis         |                               |             |  |
| Calamaria virgulata         |                               |             |  |
| Chrysopelea ornata          |                               |             |  |
| Chrysopelea paradisi        | serpente volante del paradiso |             |  |
| Coelognathus erythrurus     |                               |             |  |
| Cyclocorus lineatus         |                               |             |  |
| Cyclocorus nuchalis         |                               |             |  |
| Dendrelaphis flavescens     |                               |             |  |
| Dendrelaphis fuliginosus    |                               |             |  |
| Dendrelaphis levitoni       |                               |             |  |
| Dendrelaphis luzonensis     |                               |             |  |
| Dendrelaphis marenae        |                               |             |  |
| Dendrelaphis philippinensis |                               |             |  |
| Dendrelaphis pictus         |                               |             |  |
| Dendrelaphis terrificus     |                               |             |  |
| Dryocalamus philippinus     |                               |             |  |
| Dryocalamus subannulatus    |                               |             |  |
| Dryophiops philippina       |                               |             |  |
| Dryophiops rubescens        |                               |             |  |
| Gonyosoma oxycephalum       |                               |             |  |
| Liopeltis philippinus       |                               |             |  |
| Liopeltis tricolor          |                               |             |  |
| Lycodon alcalai             |                               |             |  |
| Lycodon bibonius            |                               |             |  |
| Lycodon capucinus           |                               |             |  |
| Lycodon chrysoprateros      |                               |             |  |
| Lycodon dumerilii           |                               |             |  |
| Lycodon fausti              |                               |             |  |
| Lycodon ferroni             |                               |             |  |
| Lycodon muelleri            |                               |             |  |
| Lycodon solivagus           |                               |             |  |
| Lycodon subcinctus          |                               |             |  |
| Lycodon tessellatus         |                               |             |  |
| Myersophis alpestris        |                               |             |  |
| Oligodon ancorus            |                               |             |  |
| Oligodon maculatus          |                               |             |  |
| Oligodon meyerinkii         |                               |             |  |
| Oligodon modestum           |                               |             |  |
| Oligodon notospilus         |                               |             |  |
| Oligodon octolineatus       |                               |             |  |
| Oligodon perkinsi           |                               |             |  |
| Pseudorabdion ater          |                               |             |  |
| Pseudorabdion mcnamarae     |                               |             |  |
| Pseudorabdion montanum      |                               |             |  |
| Pseudorabdion oxycephalum   |                               |             |  |
| Pseudorabdion talonuran     |                               |             |  |
| Pseudorabdion taylori       |                               |             |  |
| Ptyas carinata              |                               |             |  |
| Ptyas luzonensis            |                               |             |  |
| Sibynophis bivittatus       |                               |             |  |
| Sibynophis geminatus        |                               |             |  |
| Stegonotus muelleri         |                               |             |  |

### Elapidae
| Specie                   | Nome comune | Status IUCN |  |
| ------------------------ | ----------- | ----------- |  |
| Calliophis intestinalis  |             |             |  |
| Emydocephalus annulatus  |             |             |  |
| Hemibungarus calligaster |             |             |  |
| Hydrophis atriceps       |             |             |  |
| Hydrophis belcheri       |             |             |  |
| Hydrophis curtus         |             |             |  |
| Hydrophis cyanocinctus   |             |             |  |
| Hydrophis elegans        |             |             |  |
| Hydrophis fasciatus      |             |             |  |
| Hydrophis gracilis       |             |             |  |
| Hydrophis hardwickii     |             |             |  |
| Hydrophis inornatus      |             |             |  |
| Hydrophis lamberti       |             |             |  |
| Hydrophis melanocephalus |             |             |  |
| Hydrophis ornatus        |             |             |  |
| Hydrophis peronii        |             |             |  |
| Hydrophis platurus       |             |             |  |
| Hydrophis semperi        |             |             |  |
| Hydrophis spiralis       |             |             |  |
| Hydrophis stokesii       |             |             |  |
| Laticauda colubrina      |             |             |  |
| Laticauda laticaudata    |             |             |  |
| Laticauda semifasciata   |             |             |  |
| Naja philippinensis      |             |             |  |
| Naja samarensis          |             |             |  |
| Naja sumatrana           |             |             |  |
| Ophiophagus hannah       | cobra reale |             |  |

### Gerrhopilidae
| Specie               | Nome comune | Status IUCN |  |
| -------------------- | ----------- | ----------- |  |
| Gerrhopilus hedraeus |             |             |  |

### Homalopsidae
| Specie               | Nome comune | Status IUCN |  |
| -------------------- | ----------- | ----------- |  |
| Cerberus microlepis  |             |             |  |
| Cerberus rynchops    |             |             |  |
| Cerberus schneiderii |             |             |  |
| Fordonia leucobalia  |             |             |  |
| Gerarda prevostiana  |             |             |  |

### Lamprophiidae
| Specie                       | Nome comune | Status IUCN |  |
| ---------------------------- | ----------- | ----------- |  |
| Oxyrhabdium leporinum        |             |             |  |
| Oxyrhabdium modestum         |             |             |  |
| Psammodynastes pulverulentus |             |             |  |

### Natricidae
| Specie                     | Nome comune | Status IUCN |  |
| -------------------------- | ----------- | ----------- |  |
| Hologerrhum dermali        |             |             |  |
| Hologerrhum philippinum    |             |             |  |
| Opisthotropis alcalai      |             |             |  |
| Opisthotropis typica       |             |             |  |
| Rhabdophis auriculata      |             |             |  |
| Rhabdophis barbouri        |             |             |  |
| Rhabdophis chrysargos      |             |             |  |
| Rhabdophis lineatus        |             |             |  |
| Rhabdophis spilogaster     |             |             |  |
| Tropidonophis dendrophiops |             |             |  |
| Tropidonophis negrosensis  |             |             |  |

### Pareatidae
| Specie          | Nome comune | Status IUCN |  |
| --------------- | ----------- | ----------- |  |
| Aplopeltura boa |             |             |  |

### Pythonidae
| Specie                   | Nome comune       | Status IUCN |  |
| ------------------------ | ----------------- | ----------- |  |
| Malayopython reticulatus | pitone reticolato |             |  |
| Simalia amethistina      |                   |             |  |

### Typhlopidae
| Specie                      | Nome comune | Status IUCN |  |
| --------------------------- | ----------- | ----------- |  |
| Acutotyphlops banaorum      |             |             |  |
| Indotyphlops braminus       |             |             |  |
| Malayotyphlops canlaonensis |             |             |  |
| Malayotyphlops castanotus   |             |             |  |
| Malayotyphlops collaris     |             |             |  |
| Malayotyphlops hypogius     |             |             |  |
| Malayotyphlops luzonensis   |             |             |  |
| Malayotyphlops manilae      |             |             |  |
| Malayotyphlops ruber        |             |             |  |
| Malayotyphlops ruficaudus   |             |             |  |
| Ramphotyphlops cumingii     |             |             |  |
| Ramphotyphlops marxi        |             |             |  |
| Ramphotyphlops olivaceus    |             |             |  |
| Ramphotyphlops suluensis    |             |             |  |

### Uropeltidae
| Specie                | Nome comune | Status IUCN |  |
| --------------------- | ----------- | ----------- |  |
| Rhinophis philippinus |             |             |  |

### Viperidae
| Specie                      | Nome comune | Status IUCN |  |
| --------------------------- | ----------- | ----------- |  |
| Trimeresurus flavomaculatus |             |             |  |
| Trimeresurus mcgregori      |             |             |  |
| Trimeresurus schultzei      |             |             |  |
| Tropidolaemus philippensis  |             |             |  |
| Tropidolaemus subannulatus  |             |             |  |

### Xenopeltidae
| Specie              | Nome comune         | Status IUCN |  |
| ------------------- | ------------------- | ----------- |  |
| Xenopeltis unicolor | serpente arcobaleno |             |  |

## Tartarughe

### Cheloniidae
| Specie                 | Nome comune         | Status IUCN |  |
| ---------------------- | ------------------- | ----------- |  |
| Caretta caretta        | tartaruga comune    |             |  |
| Chelonia mydas         | tartaruga verde     |             |  |
| Eretmochelys imbricata | tartaruga embricata |             |  |
| Lepidochelys olivacea  | tartaruga olivacea  |             |  |

### Emydidae
| Specie            | Nome comune                                      | Status IUCN |  |
| ----------------- | ------------------------------------------------ | ----------- |  |
| Chrysemys picta   | testuggine palustre dipinta (specie introdotta)  |             |  |
| Trachemys scripta | tartaruga palustre americana (specie introdotta) |             |  |

### Geoemydidae
| Specie                    | Nome comune | Status IUCN |  |
| ------------------------- | ----------- | ----------- |  |
| Cuora amboinensis         |             |             |  |
| Cyclemys dentata          |             |             |  |
| Heosemys spinosa          |             |             |  |
| Siebenrockiella leytensis |             |             |  |

### Trionychidae
| Specie              | Nome comune                              | Status IUCN |  |
| ------------------- | ---------------------------------------- | ----------- |  |
| Dogania subplana    | tartaruga dal guscio molle della Malesia |             |  |
| Pelochelys cantorii |                                          |             |  |
| Pelodiscus sinensis | tartaruga dal guscio molle della Cina    |             |  |